# Caracara cheriway
Il caracara crestato (Caracara cheriway (Jacquin, 1784)) è un uccello rapace della famiglia dei Falconidi.

## Descrizione
È un rapace di grande taglia, lungo 49–58 cm e con un'apertura alare di 107–130 cm. Le femmine sono più grandi e pesanti dei maschi (1037–1387 g vs 907–1305 g).

## Biologia

### Alimentazione
È una specie opportunista, che si nutre di una ampia varietà di prede, talora anche di carogne.

## Distribuzione e habitat
Questa specie ha un ampio areale che si estende dall'estremo sud degli Stati Uniti (Texas e Florida) e dal Messico, sino alla parte settentrionale del Sud America (Bolivia, Brasile, Colombia, Ecuador, Guiana Francese, Guyana, Perù, Suriname, Venezuela), comprendendo l'America centrale (Belize, Costa Rica, El Salvador, Guatemala, Honduras, Nicaragua, Panama) e le isole caraibiche di Aruba, Cuba, Trinidad e Tobago e le isole Cayman.